# امونوگاما
امونوگاما (به لاتین: Amunugama) یک منطقهٔ مسکونی در سری‌لانکا است که در استان مرکزی (سری‌لانکا) واقع شده‌است.